# ATP1B2
ATP1B2 (англ. ATPase Na+/K+ transporting subunit beta 2) – білок, який кодується однойменним геном, розташованим у людей на короткому плечі 17-ї хромосоми. Довжина поліпептидного ланцюга білка становить 290 амінокислот, а молекулярна маса — 33 367.
| 10         |  | 20         |  | 30         |  | 40         |  | 50         |
| ---------- |  | ---------- |  | ---------- |  | ---------- |  | ---------- |
| MVIQKEKKSC |  | GQVVEEWKEF |  | VWNPRTHQFM |  | GRTGTSWAFI |  | LLFYLVFYGF |
| LTAMFTLTMW |  | VMLQTVSDHT |  | PKYQDRLATP |  | GLMIRPKTEN |  | LDVIVNVSDT |
| ESWDQHVQKL |  | NKFLEPYNDS |  | IQAQKNDVCR |  | PGRYYEQPDN |  | GVLNYPKRAC |
| QFNRTQLGNC |  | SGIGDSTHYG |  | YSTGQPCVFI |  | KMNRVINFYA |  | GANQSMNVTC |
| AGKRDEDAEN |  | LGNFVMFPAN |  | GNIDLMYFPY |  | YGKKFHVNYT |  | QPLVAVKFLN |
| VTPNVEVNVE |  | CRINAANIAT |  | DDERDKFAGR |  | VAFKLRINKT |  |            |

A: Аланін

C: Цистеїн

D: Аспарагінова кислота

E: Глутамінова кислота

F: Фенілаланін

G: Гліцин

H: Гістидин

I: Ізолейцин

K: Лізин

L: Лейцин

M: Метіонін

N: Аспарагін

P: Пролін

Q: Глутамін

R: Аргінін

S: Серин

T: Треонін

V: Валін

W: Триптофан

Задіяний у таких біологічних процесах, як клітинна адгезія, транспорт іонів, транспорт, транспорт калію, транспорт натрію, транспорт натрію та калію. 
Білок має сайт для зв'язування з калію, іоном натрію. 
Локалізований у клітинній мембрані, мембрані.